# Monarda stipitatoglandulosa
Monarda stipitatoglandulosa är en kransblommig växtart som beskrevs av Umaldy Theodore Waterfall. Monarda stipitatoglandulosa ingår i släktet temyntor, och familjen kransblommiga växter. Inga underarter finns listade i Catalogue of Life.